# قسم شباب الريفي (مقاطعة تشرداول)
قسم شباب الريفي (بالفارسية: دهستان شباب) هي منطقة ريفية تقع في مقاطعة تشرداول في إيران. يقدر عدد سكانها بـ 7,420 نسمة .